# كيلسي جونز
كيلسي جونز هو عازف بيانو وملحن كندي، ولد في 17 يونيو 1922، وتوفي في 10 أكتوبر 2004 في تورونتو في كندا بسبب قصور كلوي. | تاريخ الأرشيف = 16 مارس 2020 }}</ref>

## وصلات خارجية
- كيلسي جونز على موقع ميوزك برينز (الإنجليزية)
- كيلسي جونز على موقع أول ميوزيك (الإنجليزية)
- كيلسي جونز على موقع ديسكوغز (الإنجليزية)